# Nonsan
Nonsan (hangul 논산시, hanja 論山市) är en stad i provinsen Södra Chungcheong i Sydkorea. Folkmängden uppgick till 120 540 invånare i slutet av 2020, varav 52 552 invånare bodde i själva centralorten.
Centralorten är indelad i två administrativa stadsdelar (dong): Buchang-dong och Chwiam-dong.
Resten av kommunen består av två köpingar (eup) och elva socknar (myeon):
Beolgok-myeon,
Bujeok-myeon,
Chaeun-myeon,
Eunjin-myeon,
Ganggyeong-eup,
Gayagok-myeon,
Gwangseok-myeon,
Noseong-myeon,
Sangwol-myeon,
Seongdong-myeon,
Yangchon-myeon,
Yeonmu-eup och
Yeonsan-myeon.